# 日真 (法華宗真門流)

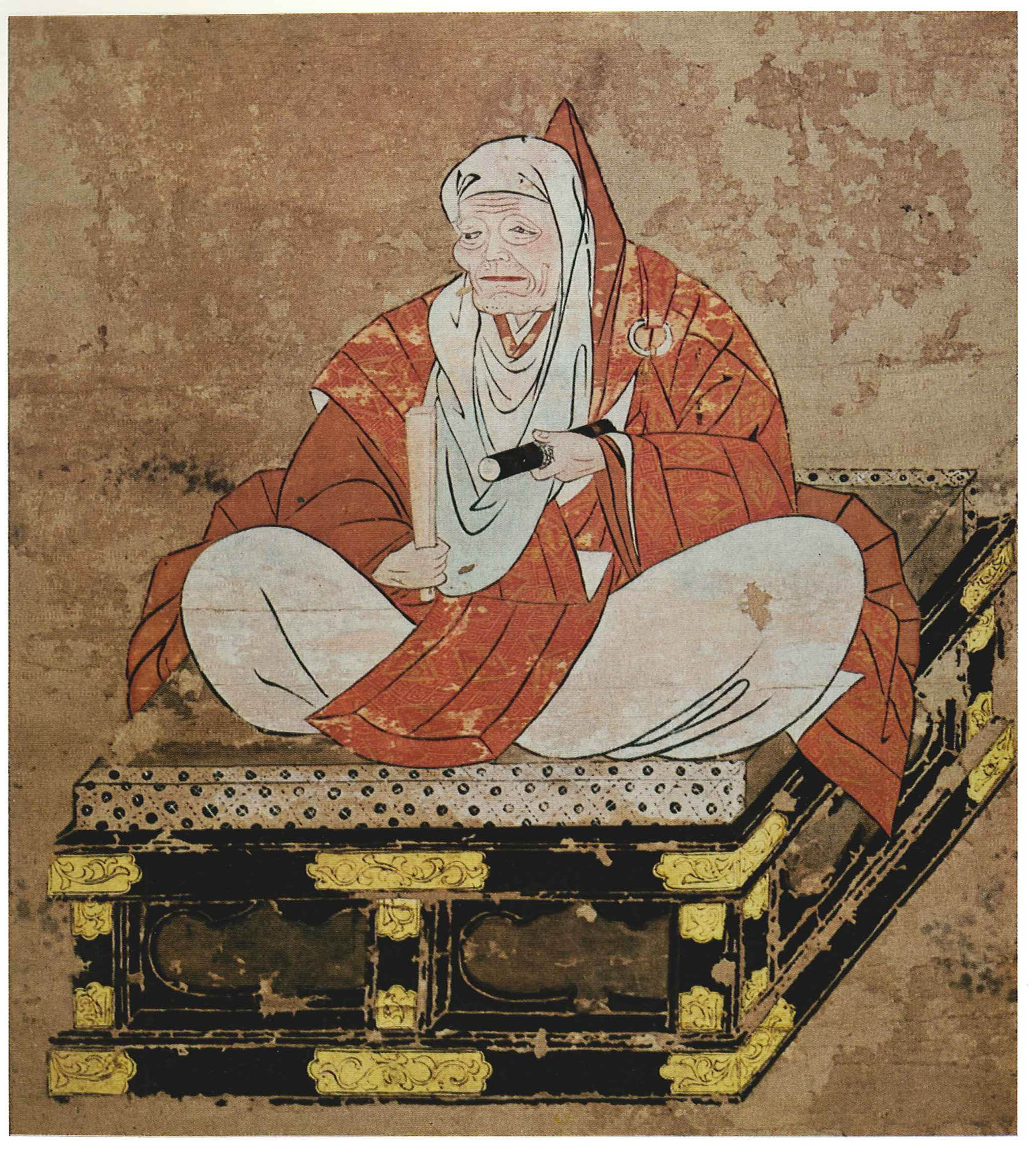
本隆寺 常不軽院 日真

日真（にちしん、1444年4月26日（文安元年3月29日） - 1528年4月28日（享禄元年3月29日））は、室町時代の法華宗の僧。字は慧光。大経房、常不軽院と号する。但馬国の出身。日真門流、本隆寺派（現在の法華宗真門流）の祖。

## 略歴
中山親通（中山家第10代当主、権大納言）の子。母は但馬守護山名時義の娘玉露。1449年（宝徳元年）妙境寺の日全を師として出家する。名を大経坊と改める。1456年（康正2年）園城寺に修学する。1461年（寛正2年）延暦寺に修学する。1467年（文正2年）妙本寺の日具に師事するが、法華経について論争があり、妙本寺を出て、1488年（長享2年）日真は本隆寺を建立し、日真門流という一派を興す。1503年（文亀3年）後柏原天皇より法華宗正統一門の一紙を賜る。